# Villers-devant-le-Thour
Villers-devant-le-Thour är en kommun i departementet Ardennes i regionen Grand Est (tidigare regionen Champagne-Ardenne) i nordöstra Frankrike. Kommunen ligger  i kantonen Asfeld som ligger i arrondissementet Rethel. År 2022 hade Villers-devant-le-Thour 417 invånare.

## Befolkningsutveckling
Antalet invånare i kommunen Villers-devant-le-Thour
Referens: INSEE